# Overflow-Gletscher
Der Overflow-Gletscher ist ein steiler Gletscher im ostantarktischen Viktorialand. Er fließt östlich des Briggs Hill in nördlicher Richtung zum Ferrar-Gletscher.
Seinen deskriptiven Namen erhielt durch die vom britischen Geographen Thomas Griffith Taylor (1880–1963) geleiteten Mannschaft während der Terra-Nova-Expedition (1910–1913) des britischen Polarforschers Robert Falcon Scott. Namensgebend ist, dass die Eismassen des Gletschers an seiner Mündung über diejenigen des Ferrar-Gletschers hinwegfließen.